# مودال (نسيج)
مودال(بالإنجليزية: Modal)‏: هي ألياف من مصادر طبيعية، تصنع بغزل السيليلوز المستخرج من أشجار الزان. وهو أكثر استرطاباً أو امتصاصاً للماء في واحدة الحجم، من القطن. وهو مصمم ليصبغ كما القطن. ويمتاز بثباتية لونية عندما يغسل في الماء الحار. وهو أحد أنواع الرايون.